# Kings Mountain
Kings Mountain é uma cidade localizada no estado norte-americano de Carolina do Norte, no Condado de Cleveland e Condado de Gaston.

## Demografia
Segundo o censo norte-americano de 2000, a sua população era de 9693 habitantes.
Em 2006, foi estimada uma população de 10.919, um aumento de 1226 (12.6%).

## Geografia
De acordo com o United States Census Bureau tem uma área de
21,1 km², dos quais 21,1 km² cobertos por terra e 0,0 km² cobertos por água. Kings Mountain localiza-se a aproximadamente 307 m acima do nível do mar.

## Localidades na vizinhança
O diagrama seguinte representa as localidades num raio de 16 km ao redor de Kings Mountain.